# Mirandinha (ur. 1952)
Mirandinha, właśc. Sebastião Miranda da Silva (ur. 26 lutego 1952 w Bebedouro) – brazylijski piłkarz. Podczas kariery występował na pozycji napastnika.

## Kariera klubowa
Karierę piłkarską Mirandinha rozpoczął w 1969 roku w klubie América São José do Rio Preto. Lata 1970–1973 spędził w klubie Corinthians Paulista. W klubie z São Paulo wystąpił w 76 spotkaniach, strzelając przy tym 34 bramki. Kolejne 4 lata (1974–1978) spędził w lokalnym rywalu São Paulo FC, z którym zdobył mistrzostwo Stanu São Paulo – Campeonato Paulista w 1975 roku i mistrzostwo Brazylii – Campeonato Brasileiro w 1977 roku. Bilans w klubie z São Paulo to 28 meczów i 11 bramek. Kolejne lata kariery (1978–1986) to nieustanne zmiany barw klubowych. Mirandinha grał w tym okresie m.in. w USA i Meksyku. Mirandinha karierę zakończył w Ginasio Pinhalense.

## Kariera reprezentacyjna
W reprezentacji Brazylii Mirandinha zadebiutował 31 marca 1974 w zremisowanym 1-1 meczu przeciwko reprezentacją Meksyku rozegranym w Rio de Janeiro. W 1974 pojechał z reprezentacją na Mistrzostwa Świata rozgrywanych na stadionach RFN. Na mistrzostwach zagrał w 4 meczach canarinhos, w tym meczu o 3. miejsce przeciwko reprezentacji Polski, który był zarazem jego ostatnim meczem w reprezentacji. Łącznie w reprezentacji Mirandinha rozegrał 7 spotkań.